# José Blanc de Portugal
José Bernardino Blanc de Portugal (Lisboa, 8 de março de 1914 — 13 de maio de 2000) foi um poeta, professor, ensaísta, crítico musical e meteorologista português.

## Biografia
Licenciou-se em Ciências Geológicas pela Faculdade de Ciências da Universidade de Lisboa, onde viria a ser docente como assistente convidado.   Frequentou também estudos em História da Música, Psicologia e Língua e Literatura Árabe.
Desde os quinze anos que lecionou particularmente todas as disciplinas do liceu e algumas universitárias. Foi professor de Integração Cultural e Sociologia da Informação nos cursos de Formação Artística da Sociedade Nacional de Belas Artes.
Foi meteorologista na Pan American Airways e posteriormente desempenhou a função de meteorologista do Serviço Meteorológico Nacional (1960-1973), cujos centros dirigiu em Lisboa, Ilha do Sal, Santa Maria dos Açores, Ponta Delgada, Luanda e Moçambique, publicando diversos trabalhos nesta área.
Representou o país em reuniões técnicas da Organização Mundial de Aviação Civil e da Organização Meteorológica Mundial na qual foi vice-presidente da Associação Regional I (África). Foi também nomeado adido cultural na Embaixada de Portugal em Brasília, pediu exoneração do cargo para assumir a vice-presidência do Instituto da Cultura Portuguesa.
Começa o ofício da escrita pela crítica musical, no Diário de Notícias, em particular sobre bailado.
Co-dirigiu, em 1940, com Tomás Kim e Ruy Cinatti, Cadernos de Poesia, aos quais, mais tarde, a partir da II série (Lisboa,  1951) se associaram Jorge de Sena e José-Augusto França. Cadernos foram uma publicação eclética que, subordinada ao lema "Poesia é só uma, porque afinal não há outra”, tinha em vista "arquivar a actividade da poesia actual sem dependência de escolas ou grupos literários, estéticas ou doutrinas, formulas ou programas".   Esta publicação intervém pois em nome da essência da poesia e propôs-se resgatá-la das opções exclusivas e antagónicas do momento. Uma conceção de poesia que "com todos os seus ingredientes, recursos, apelos aos sentidos, resulta de um compromisso firmado entre um ser humano e o seu tempo, entre uma personalidade e uma sua consciência sensível do mundo, que mutuamente se definem" e de poeta como "homem destinado a nele se definir a humanidade. Um ser capaz de ter todo o passado íntegro no presente e capaz de transformar o presente integralmente em futuro", através de uma "atitude de lucidez, compreensão e independência." Como declarado nas notas de abertura das segunda e terceira séries, o objetivo dos Cadernos era o de "servir a poesia. Porque a poesia é servida, não serve." Os Cadernos inseriram colaborações das mais diversas tendências, tendo incluído inéditos de Fernando Pessoa, Teixeira de Pascoaes, os primeiros poemas publicados por Sophia de Mello Breyner, bem como ensaios sobre temas literários e de artes-plásticas.
Colaborou ainda noutras publicações poéticas como Aventura (1942-1944), Serpente (1951), Graal (1956-1957), A Serpente, Atlântico, Litoral (1944-1945) e Tempo Presente.
A sua estreia em livro, no entanto, fez-se mais tarde com Parva Naturalia (1960), a que se segue, no mesmo ano, O Espaço prometido.
Além de obras sobre a sua profissão e de trabalhos de crítica musical foi ainda tradutor de inúmeros autores estrangeiros como Truman Capote, Gilbert Keith Chesterton, Carlo Coccioli, T. S. Eliot, Cristopher Fry, Carl Gustav Jung, Pitágoras, William Shakespeare, bem como de textos de Fernando Pessoa originalmente escritos em inglês.
Pertenceu ao Movimento 57 (ou Movimento da Cultura Portuguesa).
A 16 de novembro de 1983, foi agraciado com o grau de Comendador da Ordem do Infante D. Henrique.

## Obra

### Poesia
- Parva naturalia: poemas. Lisboa: Edições Ática, 1960
- O espaço prometido. Lisboa: Livraria Morais Editora, 1960
- Odes pedestres, precedidas de Auto-Poética e seguidas de Música Ficta e Outros Poemas. Lisboa: Editora Ulisseia, 1965
- Descompasso. Lisboa: Livraria Morais Editora, 1986
- Enéadas: 9 novenas. Lisboa: Imprensa Nacional Casa da Moeda, 1989
- Quaresma abreviada. Lisboa: Black Sun Editores, 1997
- Estrofes. Lisboa: Black Sun Editores, 1999

### Ensaio
- Anticrítico: ensaios. Lisboa: Edições Ática, 1960
- Quatro Novíssimos da Música Actual. Lisboa: Revista de artes e letras, 1962[9]

### Artigos
- Espaço e unidade. Lisboa: Edições Brotéria, 1966

### Tradução
- William Shakespeare, A tragédia de Hamlet príncipe da Dinamarca, 1964
- T. S. Eliot, Cocktail party
- T. S. Eliot, Assassínio na catedral
- Vasco Pratolini, Crónica dos pobres amantes.
- Carl Gustav Jung, Um mito moderno
- Pitágoras, Versos de ouro: que vulgarmente andam em nome de Pitágoras em vulgar
- Carlo Coccioli, O Jogo
- Carlo Coccioli, O ceú e a terra
- Carlo Coccioli, O seixo branco
- G. K. Chesterton, Disparates do mundo
- Eugénio de Andrade, Femmes en noir
- Fernando Pessoa, Poemas Ingleses
- Fernando Pessoa, O louco rabequista

## Caracterização da obra
"Ninguém lê nada em livros, mas dentro de si."
"É religiosa, católica, a essência da angustia metafisica do poeta" di-lo Jorge de Sena, na biografia que faz do autor. A sua poesia reflete a vastíssima cultura em todos os campos do conhecimento, "caracteriza-se por uma dignidade de tom, uma severidade austera da expressão, um fôlego contido, os quais, do fundo de uma humildade angustiada, através de um humor quase negro ou de uma ternura discretíssima, repercutem, como em raros outros poetas contemporâneos, uma áspera consciência trágica das contradições do mundo moderno. Poesia da mais alta categoria, sem quaisquer concessões de factura ao leitor ou a si própria, sempre ameaçada de efectiva destruição pelo poeta, é, na sua linguagem densa e rude, de uma originalidade muito peculiar, em que a inspiração desenfreada e a lucidez exigente lutam constantemente por um equilíbrio precário e irónico que constitui, para o poeta, a própria imagem da vida humana."
José Blanc de Portugal defendia que a poesia resulta de um compromisso firmado entre um ser humano e o seu tempo e via o poeta como um ser capaz de "todo o passado íntegro no presente, e de transformar o presente integralmente em futuro", com "lucidez, compreensão e independência". É simultaneamente uma poesia clássica e uma poesia barroca: tem do classicismo as exigências depuradoras e do barroquismo os requintes ornamentais. É uma poesia ao mesmo tempo seca em extremo e em extremo recheada.
A sua poesia tem ocasionalmente um caráter dramático, o qual pode estar ligado a certas experiências pessoais, a que não é alheia uma religiosidade de precedência católica. Chamado por isso um Poeta do Divino.
Por vezes tem também um caráter surrealista, sobretudo em Odes pedestres, obra da qual alguns poemas estão incluídos na antologia de poesia surrealista de Natália Correia.
Em Auto-Poética exprime algumas das suas reflexões sobre a poesia: que esta é imanente aos próprios poemas, só através deles se pode explicar a si mesma "a poética está no poema" e que esta assenta na sua própria música "todo o poema é música ficta".

Nele se exalta uma liberdade total, utópica miragem em que desde sempre nos encontramos e nos perdemos, e que faz eco da sabedoria clássica:
"Parecem livres as nuvens / mas o sol e o vento as dirigem / livre é o homem que com / elas se parece / mas vagueia sem que / sinta precisar de saber / para onde vai, nem sequer / escravo da sua vontade"
Faz parte não de uma "geração", mas de um pequeno grupo de poetas, que, de certo modo, pode ser apresentado como o oposto do grupo do Novo Cancioneiro.
A poesia de J. B. de Portugal, inteiramente despida de facilidades, leva Adolfo Casais Monteiro a afirmar "não me espantará que, mesmo agora, a [sua] poesia (...) continue, já não digo pouco popular, mas mesmo quase tão ignorada como antes, apesar do Prémio Fernando Pessoa". Presságio que se veio a confirmar.

Confronta os Antigos com o moderno, revisitando os seus conceitos e fórmulas, reactualiza filosofias, "não é alheia a propostas ou sonhos da matemática e da física, numa perspectiva simultâneamente desenganada e lúdica". Toda a Arte é didática; só a arte é didática - crença que o autor comunga com Sophia de Mello Breyner:
"Ignoramos toda a simplicidade e, paradoxalmente, com ela se perde toda a possibilidade de profundidade real"
João Gaspar Simões diz-nos sobre o autor que J.B.P. "não era propriamente um talento nem propriamente um génio, mas sim um engenho. E a verdade é esta: que as raízes das duas palavras se confundem. Engenho tanto pode, significativamente, habilidade, destreza, como faculdade inventiva, génio, mesmo. No caso do autor (...) são tangentes esses significados. Na sua poesia há ao mesmo tempo tanto de inventiva como de habilidade, tanto de destreza como de génio. E é isso que constitui, aliás, o carácter por assim dizer único da sua obra no limiar dessa segunda metade do século XX em que principia a manifestar-se o engenho do poeta."

## Prémios
Prémio Fernando Pessoa em 1959, com Parva Naturalia
Prémio Casa de Imprensa em 1960, com Odes Pedestres
Prémio do P.E.N. Club Português, com Enéadas e pelo conjunto da obra